# Condados de Croacia
Los condados son las principales subdivisiones territoriales de la República de Croacia. En croata se llaman županije en plural y županija en singular.
Hay un total de 21 condados en el país.

## Historia
Los condados fueron introducidos en la constitución croata redactada en 1990, y sólo han sufrido ligeras modificaciones desde entonces.
Anteriormente, en Yugoslavia, la República Socialista de Croacia fue dividida en općine (en singular općina), que eran más pequeños que los actuales condados. La denominación općina se ha conservado por los municipios que son sólo un nivel más pequeños que los županije y también más pequeños que los antiguos općine.
Los representantes políticos elegidos para el gobierno del condado formaron una Cámara de Condados (Županijski dom) en el Hrvatski sabor (Parlamento croata) entre 1993 y 2001.

## Organización
Cada condado tiene una asamblea (županijska skupština) que está compuesta por los representantes elegidos por voto popular, mediante el escrutinio proporcional plurinominal, durante un período de cuatro años. La asamblea elige la dirección ejecutiva del condado, decide los presupuestos anuales, las propiedades del condado, etc.
El gobernador del condado es el župan, que tiene hasta doce diputados, cada uno llamado dožupan. El župan preside el gobierno ejecutivo del condado (županijsko poglavarstvo), y representa al condado en asuntos exteriores.

## Lista de condados
Ésta es la lista de condados que actualmente conforman Croacia, agrupados en regiones históricas y geográficas mayores:
| N.º                                     | Condado               | Nombre croata                       | Área1           | Población2      | Densidad3       | Capital         |
| Croacia central                         | Croacia central       | Croacia central                     | Croacia central | Croacia central | Croacia central | Croacia central |
| --------------------------------------- | --------------------- | ----------------------------------- | --------------- | --------------- | --------------- | --------------- |
| 1                                       | Condado de Zagreb     | Zagrebačka županija                 | 3.078           | 309.696         | 100,6           | Zagreb          |
| 2                                       | Krapina-Zagorje       | Krapinsko-zagorska županija         | 1.230           | 142.432         | 115,8           | Krapina         |
| 3                                       | Sisak-Moslavina       | Sisačko-moslavačka županija         | 4.448           | 185.387         | 41,7            | Sisak           |
| 4                                       | Karlovac              | Karlovačka županija                 | 3.622           | 141.787         | 39,1            | Karlovac        |
| 5                                       | Varaždin              | Varaždinska županija                | 1.260           | 184.769         | 146,6           | Varaždin        |
| 6                                       | Koprivnica-Križevci   | Koprivničko-križevačka županija     | 1.734           | 124.467         | 71,8            | Koprivnica      |
| 7                                       | Bjelovar-Bilogora     | Bjelovarsko-bilogorska županija     | 2.638           | 133.084         | 50,4            | Bjelovar        |
| 20                                      | Međimurje             | Međimurska županija                 | 730             | 118.426         | 162,2           | Čakovec         |
| 21                                      | Zagreb                | Grad Zagreb                         | 640             | 779.145         | 1217,4          |                 |
| Istria, costa norte y Croacia Montañosa |                       |                                     |                 |                 |                 |                 |
| 8                                       | Primorje-Gorski Kotar | Primorsko-goranska županija         | 3.590           | 305.505         | 85,1            | Rijeka          |
| 9                                       | Lika-Senj             | Ličko-senjska županija              | 5.350           | 53.677          | 10,0            | Gospić          |
| 18                                      | Istria                | Istarska županija/ Regione istriana | 2.813           | 206.344         | 73,4            | Pazin/Pisino    |
| Eslavonia                               |                       |                                     |                 |                 |                 |                 |
| 10                                      | Virovitica-Podravina  | Virovitičko-podravska županija      | 2.021           | 93.389          | 46,2            | Virovitica      |
| 11                                      | Požega-Eslavonia      | Požeško-slavonska županija          | 1.821           | 85.831          | 47,1            | Požega          |
| 12                                      | Brod-Posavina         | Brodsko-posavska županija           | 2.027           | 176.765         | 87,2            | Slavonski Brod  |
| 14                                      | Osijek-Baranya        | Osječko-baranjska županija          | 4.149           | 330.506         | 79,7            | Osijek          |
| 16                                      | Vukovar-Sirmia        | Vukovarsko-srijemska županija       | 2.448           | 204.768         | 83,6            | Vukovar         |
| Dalmacia                                |                       |                                     |                 |                 |                 |                 |
| 13                                      | Zadar                 | Zadarska županija                   | 3.643           | 162.045         | 44,5            | Zadar           |
| 15                                      | Šibenik-Knin          | Šibensko-kninska županija           | 2.994           | 112.891         | 37,7            | Šibenik         |
| 17                                      | Split-Dalmacia        | Splitsko-dalmatinska županija       | 4.524           | 463.676         | 102,5           | Split           |
| 19                                      | Dubrovnik-Neretva     | Dubrovačko-neretvanska županija     | 1.782           | 122.870         | 69,0            | Dubrovnik       |
| Total:                                  | Total:                | Total:                              | 56.542          | 4.437.460       | 78,5            |                 |

1 en km²

2 Fuente: censo de 2001

3 Densidad de población en habitantes por km²

## Nomenclatura
Los sufijos -čka, -ska en los nombres locales indican genitivo, siendo así, el nombre croata de cada uno de los condados es <nombre> županija, así p.ej. el nombre completo de Karlovačka es Karlovačka županija. Algunos condados prefieren intercambiar el orden de estas dos palabras, pero son la minoría (desde el 7 de febrero de 1997, cuando se cambió oficialmente el orden).
Zagreb por sí sola es grad, una ciudad. Debido a su importancia se ha separado de su condado y se le ha otorgado una jurisdicción similar.